# 卡丽莎·特纳
卡丽莎·特纳（Carissa Turner，1989年8月6日—），威爾斯女子羽毛球運動員。

## 簡歷
1996年，7歲的卡丽莎·特纳在母親朋友的建議下加入了珀納斯青年俱樂部（Penarth Juniors Club），自此開始打羽毛球；至10歲開始參加比賽，13歲時首次入選威爾斯代表隊。為了提高自己的羽毛球水平，她聘請了印尼選手Irwansyah作為私人教練。她在教練的指導下有顯著的進步，並開始在U15級別中贏得比賽。
2010年，特纳代表威爾斯參加新德里舉行的英聯邦運動會羽毛球比賽。2013年，特纳出戰塞浦路斯羽毛球國際賽，除贏得女單亞軍外，亦與莎拉·托马斯合作贏得女雙冠軍。

## 主要比賽成績
只列出曾進入準決賽的國際賽事成績：
| 年份   | 賽事                   | 公開賽級別 | 項目     | 搭檔            | 成績   |
| ------ | ---------------------- | ---------- | -------- | --------------- | ------ |
| 2009年 | 斯洛文尼亞羽毛球國際賽 | 國際系列賽 | 女子雙打 | Caroline Harvey | 準決賽 |
| 2010年 | 荷蘭羽毛球國際賽       | 國際挑戰賽 | 女子雙打 | Caroline Harvey | 準決賽 |
| 2011年 | 斯洛文尼亞羽毛球國際賽 | 國際系列賽 | 女子雙打 | 莎拉·托马斯     | 準決賽 |
| 2011年 | 塞浦路斯羽毛球國際賽   | 國際系列賽 | 女子雙打 | 莎拉·托马斯     | 準決賽 |
| 2012年 | 斯洛文尼亞羽毛球國際賽 | 國際系列賽 | 女子雙打 | 莎拉·托马斯     | 亞軍   |
| 2012年 | 波蘭羽毛球公開賽       | 國際系列賽 | 女子雙打 | 莎拉·托马斯     | 亞軍   |
| 2012年 | 瑞士羽毛球國際賽       | 國際挑戰賽 | 女子雙打 | 莎拉·托马斯     | 準決賽 |
| 2013年 | 塞浦路斯羽毛球國際賽   | 國際系列賽 | 女子單打 | －              | 亞軍   |
| 2013年 | 塞浦路斯羽毛球國際賽   | 國際系列賽 | 女子雙打 | 莎拉·托马斯     | 冠軍   |
| 2014年 | 愛沙尼亞羽毛球國際賽   | 國際系列賽 | 女子雙打 | 莎拉·托马斯     | 準決賽 |
| 2014年 | 冰島羽毛球國際賽       | 國際系列賽 | 女子雙打 | 莎拉·托马斯     | 冠軍   |
| 2014年 | 葡萄牙羽毛球國際賽     | 國際系列賽 | 女子雙打 | 莎拉·托马斯     | 冠軍   |
| 2014年 | 波蘭羽毛球公開賽       | 國際挑戰賽 | 女子雙打 | 莎拉·托马斯     | 準決賽 |
| 2015年 | 保加利亞羽毛球公開賽   | 國際系列賽 | 混合雙打 | 丹尼尔·丰特     | 準決賽 |

| 2007-2017年 | 首要超級賽 | 超級賽 | 黃金大獎賽 | 大獎賽 | 國際挑戰賽 | 國際系列賽 | 未來系列賽 | 其他 |

| 2018-2026年 | 總決賽 | 超級1000賽 | 超級750賽 | 超級500賽 | 超級300賽 | 超級100賽 | 國際挑戰賽 | 國際系列賽 | 未來系列賽 | 其他 |

## 外部連結
- 官方网站（英文）